# Asweja
Asweja (belarussisch Асве́я; russisch Осве́я; polnisch Oświeja; lettisch Asveja; litauisch Asveja) ist eine Siedlung städtischen Typs im äußersten Norden von Belarus am Südufer des Aswejasees. Die Kleinstadt liegt in der Nähe der Grenzen zu Russland und Lettland, 40 km von Werchnjadswinsk und 37 km vom Bahnhof Werchnjadswinsk an der Strecke Polazk – Daugavpils entfernt, im Rajon Werchnjadswinsk in der Wizebskaja Woblasz.

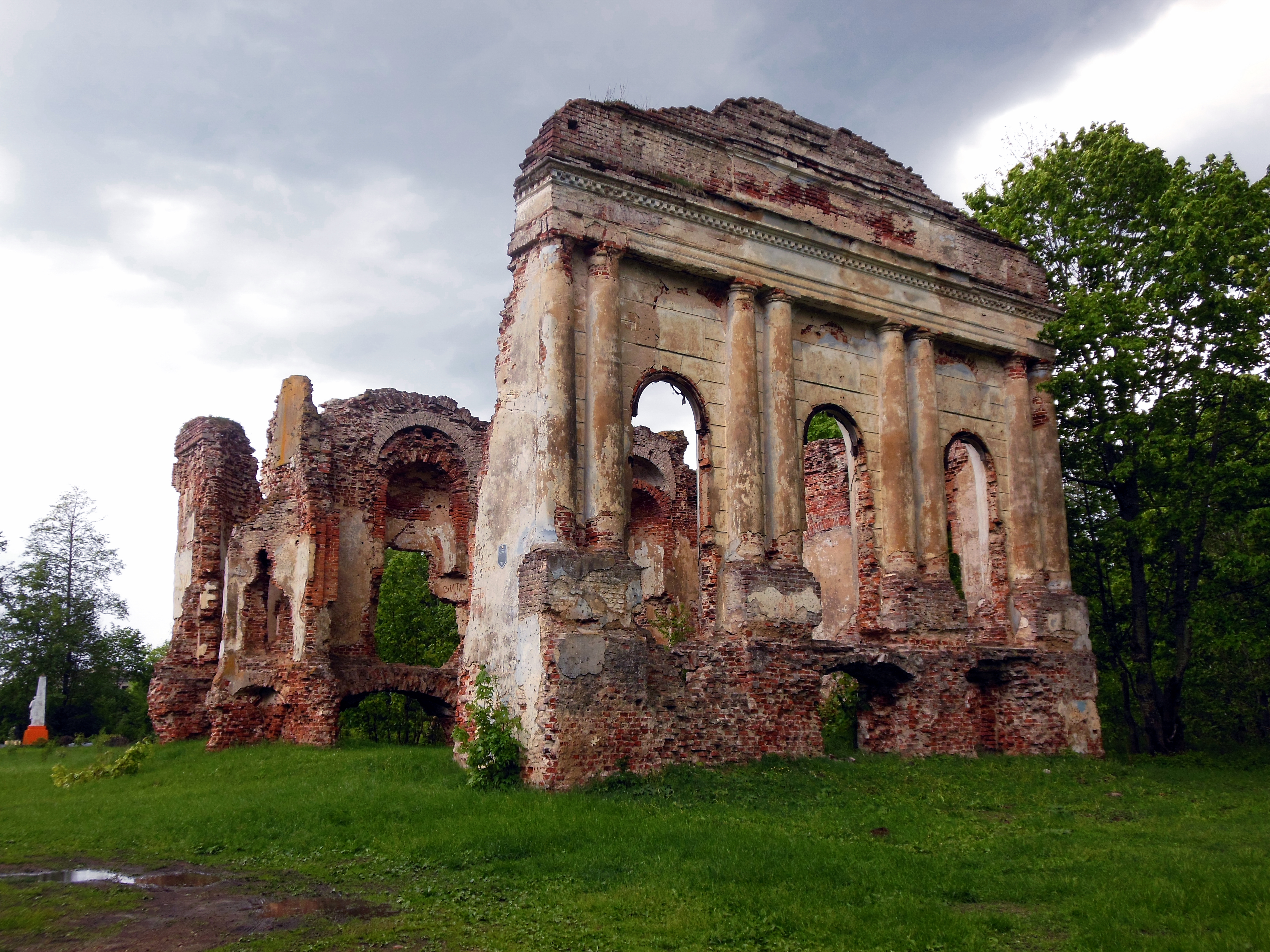
Ruine in Asweija

1503 wurde Asweja erstmals in historischen Quellen erwähnt, im Jahr 1695 bekam der Ort das Stadtrecht verliehen. 2010 lebten in der Siedlung, welche seit 2007 den Status einer Agrostadt innehat, 1300 Bewohner.  
In der Zeit von Februar bis April 1943 wurden im damaligen Bezirk Asweja im Rahmen der Operation Winterzauber von baltischen Kollaborateuren, die unter der Führung von SS-Kräften standen, Hunderte von Dörfern niedergebrannt und mehr als 10.000 Bewohner getötet. Es sollte den im Hinterland operierenden Partisaneneinheiten durch die letztendlich angestrebte komplette Entvölkerung ganzer Landstriche die Versorgungsbasis genommen werden. Zu Zeiten der UdSSR bezeichnete man diese Strafmaßnahme (Operation Winterzauber) zur Vergeltung von Partisanenaktivitäten auch als Tragödie von Asweja (russisch Освейская трагедия). 